# Estêncil

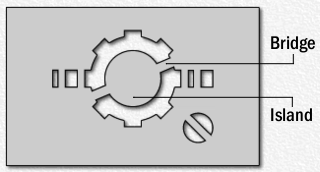
Exemplo de estêncil. A parte vazada forma a imagem.

Em artes plásticas, o estêncil (do inglês stencil) é uma técnica de grafíti usada para aplicar um desenho ou ilustração (que pode representar um número, letra, símbolo tipográfico ou qualquer forma figurativa ou abstrata) em uma superfície através do uso de tinta ou aerossol e de uma prancha cortado ou perfurada, tendo o preenchimento do desenho vazado por onde passará a tinta. O estêncil obtido é usado para imprimir imagens sobre inúmeras superfícies, do cimento ao tecido de uma roupa.

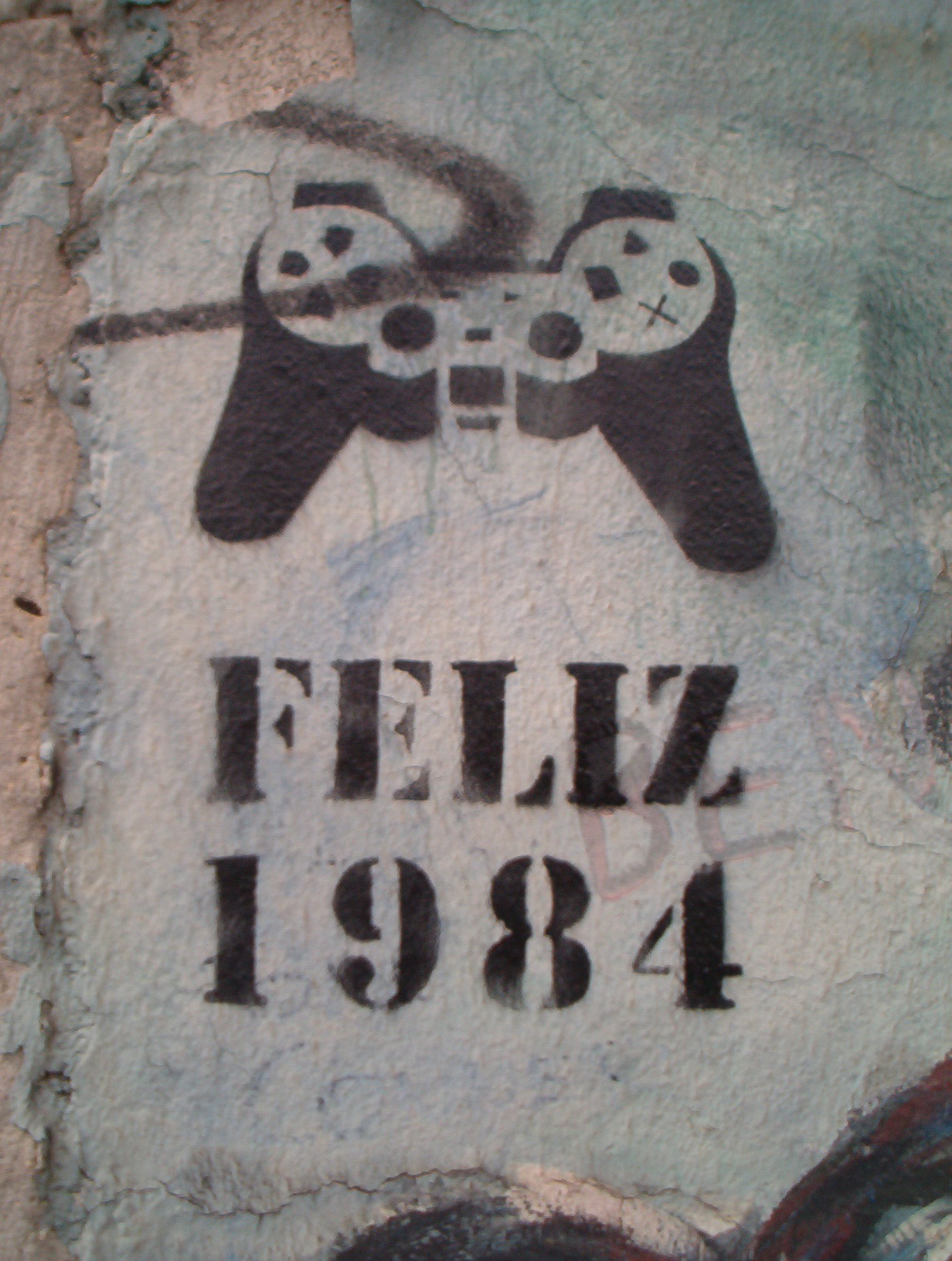
Grafite em que foi utilizado estêncil.

Por extensão de sentido, um estêncil é também um tipo de folha de papel fino que serve de matriz para impressão por mimeógrafo e a base da pintura serigráfica. Tanto na mimeografia, como na serigrafia, múltiplos estênceis são usados sobre a mesma superfície, produzindo imagens em mais de uma cor.

## História
O estêncil tem origens milenares e seu uso foi documentado pela primeira vez na Espanha, com um painel datado de mais de 66 mil anos. O painel em questão foi feito a partir de pigmentos soprados sobre as mãos para deixar as marcas e contornos nas paredes. Outras civilizações antigas, como os egípcios, já utilizavam estênceis feitos de couro ou papiro por volta de 2000 a.C para fins decorativos. Na China, por volta de 105 d.C., surgiram os primeiros estênceis de papel, aplicados em materiais delicados como seda e porcelana. Já os japoneses refinaram a técnica por meio do Katazome, unindo moldes com fios de cabelo ou seda para tingir tecidos com precisão e delicadeza.
Durante a Idade Média na Europa, o estêncil foi amplamente utilizado para decorar igrejas, produzir ilustrações em manuscritos, cartas de baralho e papéis de parede, já que permitia maior agilidade na reprodução das imagens. Com o tempo, seu uso se expandiu para contextos militares e industriais, sendo empregado na identificação de equipamentos e veículos. 
Na contemporaneidade, o estêncil ganhou força através do graffiti. Em Paris nos anos 1980, o artista Blek le Rat foi pioneiro no uso criativo da técnica em um contexto urbano, inspirando um movimento que, dali em diante, apenas cresceu. Paralelamente, em Nova Iorque, o graffiti evoluiu com o Hip Hop e movimentos como o Punk, passando do simples tag (assinatura) para pieces (graffitis mais elaborados). Hoje, o estencil é uma técnica muito comum no grafite devido à sua clareza gráfica, durabilidade e impacto visual. 

## Aceitação
Melbourne foi a cidade onde esta arte foi bastante adotada, ganhando o título de "capital mundial do estêncil"; Acarretando no aumento da consciência pública sobre o conceito de arte de rua e, na realização do primeiro festival mundial de stencil no ano de 2004.

## Artistas
Muitos são os artistas que utilizam a técnica do estêncil, dentre eles estão Banksy, Blek le Rat, Celso Gitahy, Christian Guémy, Fabio Polesi, Jef Aérosol, Lady Aiko, Logan Hicks, Lou Dedubiani, Matias Picón, Miss.Tic, Nick Walker, Ozi Stencil e Panmela Castro.